# Peszel

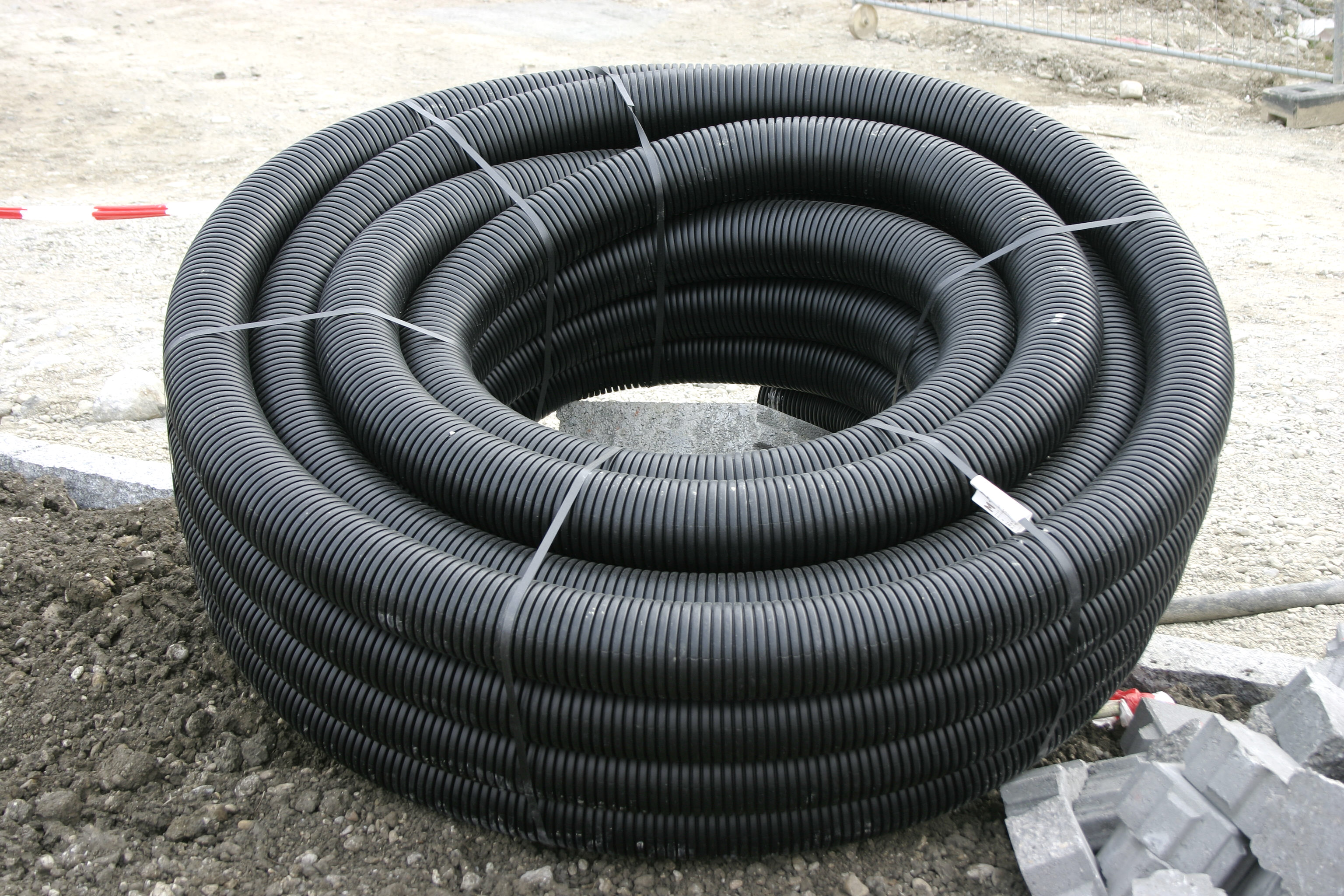
Rura osłonowa

"Peszel" – tworzywowa karbowana rura elektroinstalacyjna (systemu Peschla) na kable teletechniczne: elektryczne, telefoniczne, światłowody lub rury sanitarne (wodociągowe, centralnego ogrzewania, kanalizacyjne, itp.). Karby w rurze umożliwiają łatwiejsze tworzenie łuków i jednocześnie pozytywnie wpływają na trwałość mechaniczną osłony.
Peszel umożliwia fizyczny rozdział kabli np. w szachtach teletechnicznych. Peszel można również układać w bruzdach w ścianie przed otynkowaniem lub w podłogach przed wykonaniem wylewek, w celu późniejszego zaciągnięcia okablowania. Peszel, razem z rurami elektroinstalacyjnymi, stosowany jest również do prowadzenia instalacji elektrycznej natynkowo oraz wewnątrz ścian zabudowanych płytami gipsowo-kartonowymi.